# Gornji Križ
Gornji Križ je naselje v Občini Žužemberk.